# Ніна (місто)
Ніна (англ. Nenagh, ірл. Aonach Urmhumhan або An tAonach) - місто в Ірландії, адміністративний центр графства Північний Тіпперері (провінція Манстер), а також його найбільше місто. Місто дуже популярне серед любителів водного спорту. 
Місцева залізнична станція була відкрита 5 жовтня 1863.
Ніна виріс навколо однойменного замку, але той, на відміну від місцевого ринку (ярмарку), особливої ролі в середньовічній історії міста не зіграв. Власне ірландська назва міста і означає "Ярмарок Ордмонда".
У 1252 році в місті було засновано францисканський монастир, що став одним з найбагатших релігійних будівель в Ірландії. Після кількох змін власників та поділу Тіпперері на дві частини, місто було обрано центром Північного Тіпперері (1838 рік), що призвело до бурхливого розвитку промисловості та будівництва будівель. Населення - 7751 чоловік (за переписом 2006 року). У 2002 році населення становило 6454 осіб. При цьому населення всередині міської межі було 7415, населення передмість - 336.

### ІСТОРІЯ
Ніна знаходиться в баронстві Нижній Ордмонд, яке було традиційною територією настоятеля O'Kennedys ще до норманського вторгнення до Ірландії. Ця земля була включена в субсидії королем Англії Джоном Теобальду , старшому сину Херві Вальтеру з Ланкаширу, Англія. Теобальд згодом був призначений головним управляючим Ірландії. Замок був головною резиденцією Батлерів протягом наступних 500 років.
Місто було однією із стародавніх садиб сім'ї Батлерів, які отримали грант на проведення ярмарку від Генріха VIII в Англії. Сім'я також заснувала середньовічний монастир і лікарню Святого Іоанна Хрестителя. Згодом навколо замку з'явилось невелике поселення. Протягом усього середньовіччя це поселення ніколи не мало такої важливості, як місцевий ярмарок або ринок.
У 1252 році у період царювання короля Англії Генріха III був заснований важливий францисканський чоловічий монастир, який став головною ірландської сторожкою Західної Ірландії. Абатство існувало та використовувалось близько шестисот років. Останнім жителем абатства був Патрік Харті, який помер в 1817 році.
Саме місто було повторно заснований в 16 столітті. У 1550 місто і чоловічий монастир були спалені О'Кероллами. У 1641 році місто було захоплене Оуеном Роу О'Нілом, але незабаром після цього воно було відбитим Лордом Інчіквіном. Місто знову здалося Айртону в 1651 під час Кромвельського періоду і було спалене Сарсфілдом в 1688 під час Вільямітських воєн.
Крім замку і чоловічого монастиря, більшість будівель міста датуються серединою 18 століття та пізнішим періодом. Місто продали з власності Батлерів і здали в оренду, що підвищило зростання промисловості і збільшило кількість будівель. Ріст і розвиток міста був прискорений в 1838 , коли географічне графство Тіпперері була розділене на два райони і Ніна стало адміністративною столицею Північної частини графства.
У 19 столітті Ніна було в першу чергу містом-ринком, яке надавало сільськогосподарські послуги: пивоваріння, переробка кукурудзи, каретобудування, видобування заліза. Крім цього, місто ще займалось пошиттям одягу, капелюхів, взуття та іншим. Кооперативний маслосирзавод у Ніні був створена в 1914 році для забезпечення зайнятості та переробки молока для приготування вершкового масла.